# 휠 (컴퓨팅)
유닉스 운영체제에서 휠(wheel)이라는 용어는 일반 사용자 계정이 액세스할 수 없는 제한된 명령을 사용자가 실행할 수 있는 추가 특수 시스템 권한을 제공하는 시스템 설정인 휠 비트가 있는 사용자 계정을 의미한다.

## 기원
'휠'이라는 용어는 TENEX 운영체제가 도입된 이후 컴퓨터 사용자 권한 수준에 처음 적용되었으며 나중에 1960년대와 1970년대 초에 TOPS-20이라는 이름으로 배포되었다. 이 용어는 큰 힘이나 영향력을 가진 사람을 가리키는 속어인 큰 바퀴에서 파생되었다.
1980년대 운영 체제 개발자와 사용자가 TENEX/TOPS-20에서 유닉스로 이동하면서 이 용어가 유닉스 문화에 유입되었다.

## 휠 그룹
최신 유닉스 시스템은 일반적으로 사용자 그룹을 보안 프로토콜로 사용하여 액세스 권한을 제어한다. 휠 그룹은 일부 유닉스 시스템(주로 BSD 시스템)에서 su 또는 sudo 명령에 대한 액세스를 제어하는 데 사용되는 특수 사용자 그룹으로, 이를 통해 사용자는 다른 사용자(보통 슈퍼유저)로 가장할 수 있다. 데비안과 같은 운영 체제는 휠 그룹과 비슷한 목적으로 sudo라는 그룹을 만든다.

## 같이 보기
- 슈퍼유저